# Los superheroes
Los Superheroes es el primer álbum de estudio del dúo puertorriqueño J-King & Maximan. Fue publicado el 15 de junio de 2010 a través del sello discográfico Machete Music.
Tuvo la colaboración de diversos artistas como Jowell & Randy, Guelo Star, Ñejo & Dálmata, y en la Intro se puede apreciar la voz de Kendo Kaponi. La producción del álbum estuvo a cargo mayoritariamente por el dúo Yai & Toly, con apoyo de otros productores como Young Hollywood, Santana, Live Music, Jamsha y DJ Blass.

## Antecedentes
En el año 2007, participaron en el álbum colaborativo Casa de Leones junto al dúo Jowell & Randy y el rapero Guelo Star, esto bajo el sello discográfico White Lion Records. Del álbum se desprendió el sencillo «No te veo», que tuvo un éxito moderado en distintos países. Como dúo, recibieron más exposición por sus colaboraciones y sencillos, como «Rastrillea», que ganó más notoriedad por su remezcla de más de veinte minutos.
En 2009, firmaron con el sello Machete Music, causando dudas sobre su rol en White Lion, sello al que estaban firmados cuando realizaron Casa de Leones. Luego de anunciar la publicación de su álbum de estudio, fueron añadidos a giras promocionales durante 2010 con otros artistas del sello, como Ivy Queen y el dúo Ángel & Khriz. Elías de León, quién estuvo presente durante la producción de Casa de Leones, afirmó su participación como productor ejecutivo.

## Contenido
En algunas entrevistas, el dúo se jactaba de ofrecer canciones con perreo, esto mientras realizaban eventos benéficos reafirmando su reputación de “no causar conflicto”, además de destacar el extenuante proceso de casi dos años de composición. El nombre del álbum viene de su idea de ser los “superhéroes” del género. Durante la promoción del álbum El Momento del dúo Jowell & Randy, tanteaban una futura colaboración como Casa de Leones.

## Promoción
- El primer sencillo, «Cuando, cuándo es?», fue publicado a comienzos de marzo.[13] Producido por Vladimir Félix, más conocido como DJ Blass y mezclado por José “Hyde” Cotto. El sencillo alcanzó la posición número 25 en la categoría Hot Latin Songs de la revista Billboard.[14]

- El segundo sencillo, «Sr. Juez», fue publicado el 25 de mayo.[15] La canción fue producida por Juan Santana y José “Gocho” Torres. El sencillo alcanzó la posición número 17 en la categoría Latin Rhythm Airplay.[16]

- El sencillo promocional «Piso 602» fue publicado posterior a la grabación del vídeo musical para «Sr. Juez».[17] La canción tuvo una remezcla con la participación de J Álvarez, Chyno Nyno y Ñengo Flow que forma parte del mixtape Querían perreo, publicado al año siguiente.

## Lista de canciones
| N.º   | Título                                             | Productor(es)                               | Duración |  |
| 1.    | «Intro» (con Kendo Kaponi)                         | Young Hollywood · Yai & Toly                | 5:05     |  |
| 2.    | «Guachinanga»                                      | Yai & Toly                                  | 3:39     |  |
| 3.    | «Interlude - Algo bueno»                           | Yai & Toly                                  | 1:34     |  |
| 4.    | «Contra viento y marea»                            | Yai & Toly                                  | 3:08     |  |
| 5.    | «Sr. Juez»                                         | Gocho · Santana                             | 3:41     |  |
| 6.    | «Piso 602»                                         | Yai & Toly                                  | 3:21     |  |
| 7.    | «Dedícame un minuto»                               | Yai & Toly                                  | 3:07     |  |
| 8.    | «Por qué tú?»                                      | Yai & Toly                                  | 3:49     |  |
| 9.    | «El Fregao»                                        | Yai & Toly                                  | 3:30     |  |
| 10.   | «Estrellita»                                       | Gocho · Santana                             | 4:10     |  |
| 11.   | «Volvieron los 5» (con Guelo Star, Jowell & Randy) | DJ Giann · Dexter & Mr. Greenz · The Hitmen | 4:47     |  |
| 12.   | «Aguajera»                                         | Yai & Toly                                  | 4:37     |  |
| 13.   | «La Longa» (con Ñejo & Dálmata)                    | Jamsha · Eggin                              | 5:09     |  |
| 14.   | «Cuándo, cuándo es?»                               | DJ Blass                                    | 3:57     |  |
| 53:47 |                                                    |                                             |          |  |

| Remezclas |                                          |                       |          |  |
| N.º       | Título                                   | Productor(es)         | Duración |  |
| 1.        | «Cuándo, cuándo es?» (con Zion & Lennox) | DJ Blass · Yai & Toly | 3:34     |  |

## Créditos y personal
Artistas y producción
- Jaime Borges Bonilla (J-King) – Artista principal, composición, productor ejecutivo.
- Héctor L. Padilla (Maximan) – Artista principal, composición, productor ejecutivo.
- Osvaldo Rocafort – Productor ejecutivo, management.
- Elías de León – Productor ejecutivo.
- Aldo González – A&R.
- José Cotto (Hyde) – Mezcla.
- Paul Irizarry – Mezcla.
- Elijah Sarraga (Young Hollywood) – Composición, producción.
- José Rivera Morales – Artista invitado, composición.
- Alex O. Arocho Moreno (Yai) – Composición, producción.
- Wilfredo Moreno Pérez (Toly) – Composición, producción.
- Juan Santana – Composición, producción.
- José A. Torres – Composición, producción.
- Giann Arias (DJ Giann) – Composición, producción.
- LIVE MUSIC – Producción.
- Melvin Maldonado (Mr. Greenz) – Composición, producción.
- David Torres (Dexter) – Composición, producción.
- Miguel Antonio de Jesús – Artista invitado, composición.
- Joel A. Muñoz, Randy Ortiz – Artista invitado, composición.
- Alexis Caraballo Méndez (Jamsha) – Composición, producción.
- Eggin Ruiz Ortiz – Composición, producción.
- Carlos Crespo Planas – Artista invitado, composición.
- Fernando Manguar Vázquez – Artista invitado, composición.
- Vladimir Félix – Composición, producción.

Machete Music
- Iancarlo Reyes – Concepto, diseño, posproducción.
- Edwin David – Fotografía.
- Javier Pesquera – Fotografía.

## Posicionamiento en listas
| Listas (2010)                        | Mejor posición |
| ------------------------------------ | -------------- |
| Estados Unidos (Latin Rhythm Albums) | 5              |
| Estados Unidos (Top Latin Albums)    | 30             |